# Tashi Lapcha
Der Tashi Lapcha ist ein 5750 m hoch gelegener Hochgebirgspass im nepalesischen Teil des Himalaya, der den Übergang zwischen Rolwaling Himal und der Solu-Khumbu- oder Everest-Region darstellt. In der alpinen Literatur findet sich auch die Namensform „Trashi Laptsa“.
Nördlich befindet sich der Gipfel Tengi Ragi Tau, südlich der Trekking-Gipfel Parchamo, der oft im Rahmen des Passüberganges erstiegen wird.
In östlicher Richtung kurz unterhalb der Passhöhe findet sich an einer Felswand etwas windgeschützt eine Biwakmöglichkeit.
Der Pass wird vergleichsweise selten, meist im Rahmen einer Rolwaling-Trekking-Tour vom Rolwaling Himal in den Sagarmatha-Nationalpark gegangen. Auf beiden Seiten finden sich keine Lodges in unmittelbarer Nähe des Passes, so dass Camping-Ausrüstung für seine Begehung erforderlich ist.
Der Tashi Lapcha gilt aufgrund seiner Höhe und der Schwierigkeiten der Zustiege als einer der schwierigeren Hochgebirgspässe in Nepal. Von der Westseite kommend ist zunächst der Übergang zwischen Trakardinggletscher und dem höher gelegenen Drolambaogletscher zu bewältigen. Während es sich dabei um 1980 noch um einen Eisbruch gehandelt hat, ist der Drolambau-Gletscher 2016 in circa 5.100 m Höhe komplett abgerissen bzw. abgeschmolzen und es ist eine steile Fels-/Geröllpassage mit einzelnen, kurzen Kletterstellen im 2. Grad und 3. Grad (durch Fixseile vereinfacht) zu bewältigen. Vom Drolambaogletscher zur Passhöhe sind kurze Eispassagen bis 45 Grad zu begehen oder diese nördlich circa 35–40 Grad steil im Blockgelände bzw. Schutt zu umgehen. Von der Ostseite ist ein senkrechter Gletscherabbruch nördlich der Passhöhe zu umgehen und dort eine Geröll- oder Firnrampe mit circa 45 Grad Steilheit zu bewältigen (circa 50 Höhenmeter). Steigeisen und Fixseile sind meist erforderlich.
Letzte Unterkunft auf der westlichen Seite (Rolwaling) ist Na bzw. das Checuma Glacier Camp südlich des Tsho Rolpa Sees, letzte Unterkunft auf der östlichen (Khumbu) Seite ist in Thyangbo oder das unbewirtschaftete Ngole Camp.
Im Herbst 2019 wurde das David Lama Biwak auf 5080 m Höhe zwischen Trakarding- und Drolambaogletscher errichtet.

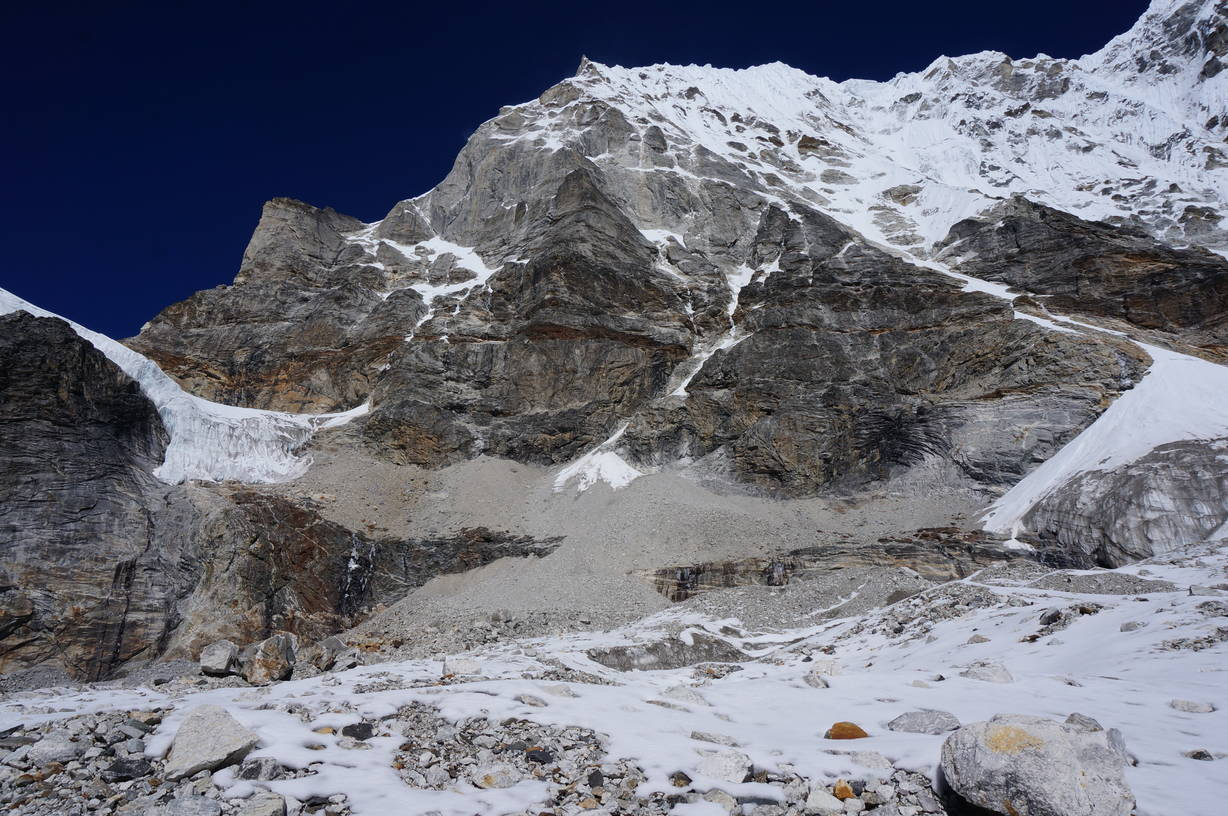
Tashi Laptsa von Osten, am linken Bildrand zieht der Gletscher von der Passhöhe herunter und bricht dann senkrecht ab. Der Weg führt über ein dunkles Fels- und Schuttband nach rechts, in der Bildmitte führt ein Firnkegel nach unten bzw. in den Schutthang